# Sonate K. 288
La sonate K. 288 (F.236/L.57) en ré majeur est une fantaisie pour orgue positif du compositeur italien Domenico Scarlatti.

## Présentation

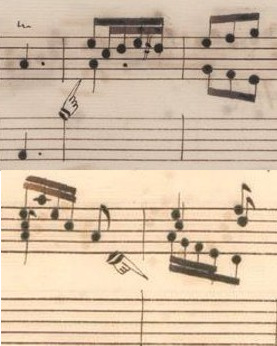
L'indication de changement de manuel est suggéré par de petites mains. Manuscrits de Venise, en haut, et Parme, en bas.

La sonate (ou plus précisément la fantaisie) en ré majeur K. 288, notée Allegro, forme une paire avec la sonate précédente. Scarlatti précise sur la partition qu'elle est destinée à un orgue positif doté de deux claviers aux registres de flûte et anche (« organo da camera con due tastatura flautato è trombone », noté dans Parme, sur l'en-tête de la K. 287), mais absent sur le manuscrit de Venise, qui se contente de Per organo. Les changements de manuels sont figurés par une petite main dessinée sur le manuscrit dont l'index pointe en haut ou en bas. La sonate, comme sa consœur, est à deux voix.

## Manuscrits
Le manuscrit principal est le numéro 23 du volume V (Ms. 9776) de Venise (1753), copié pour Maria Barbara ; l'autre est Parme VII 18 (Ms. A. G. 31412).

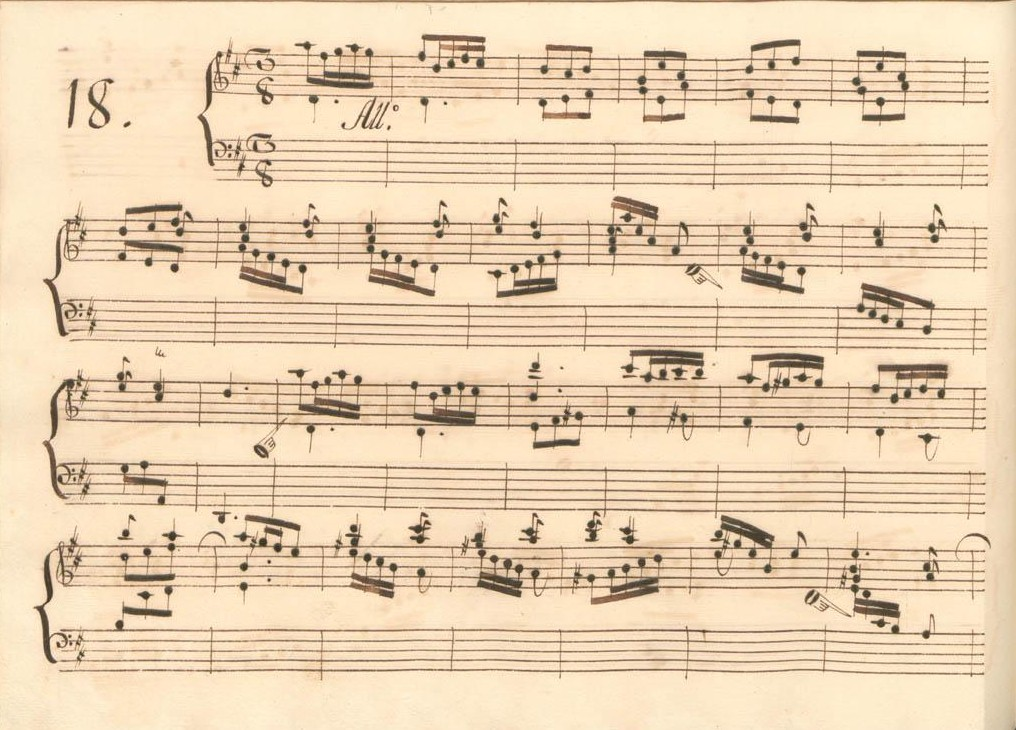
Parme VII 18.
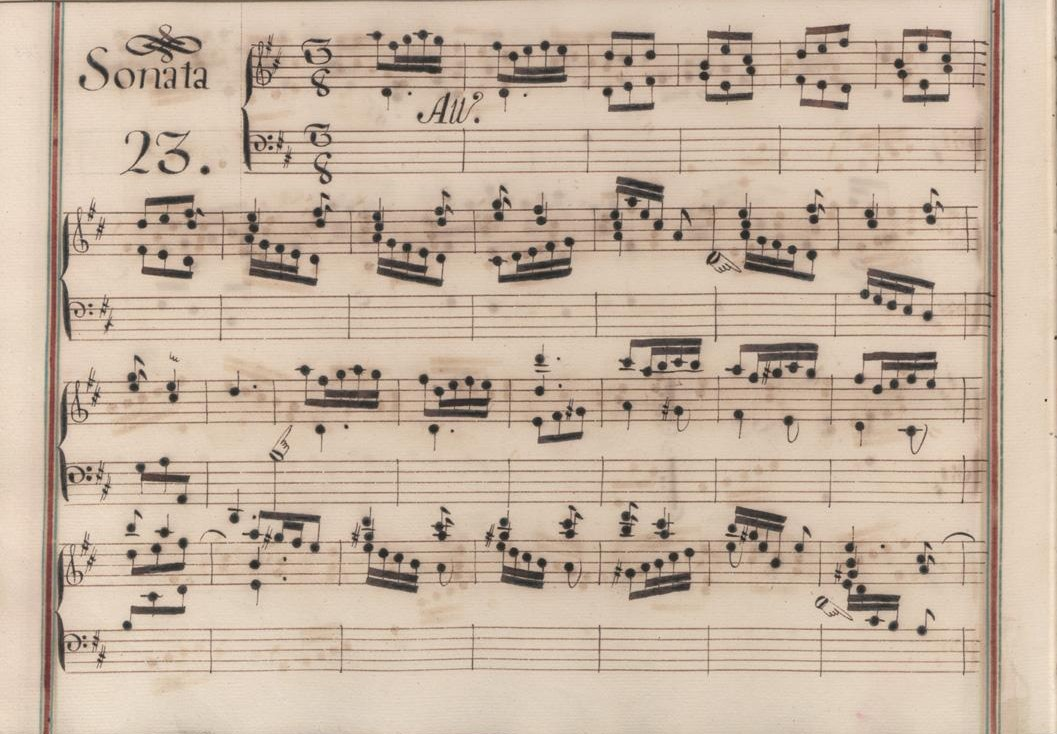
Venise V 23.
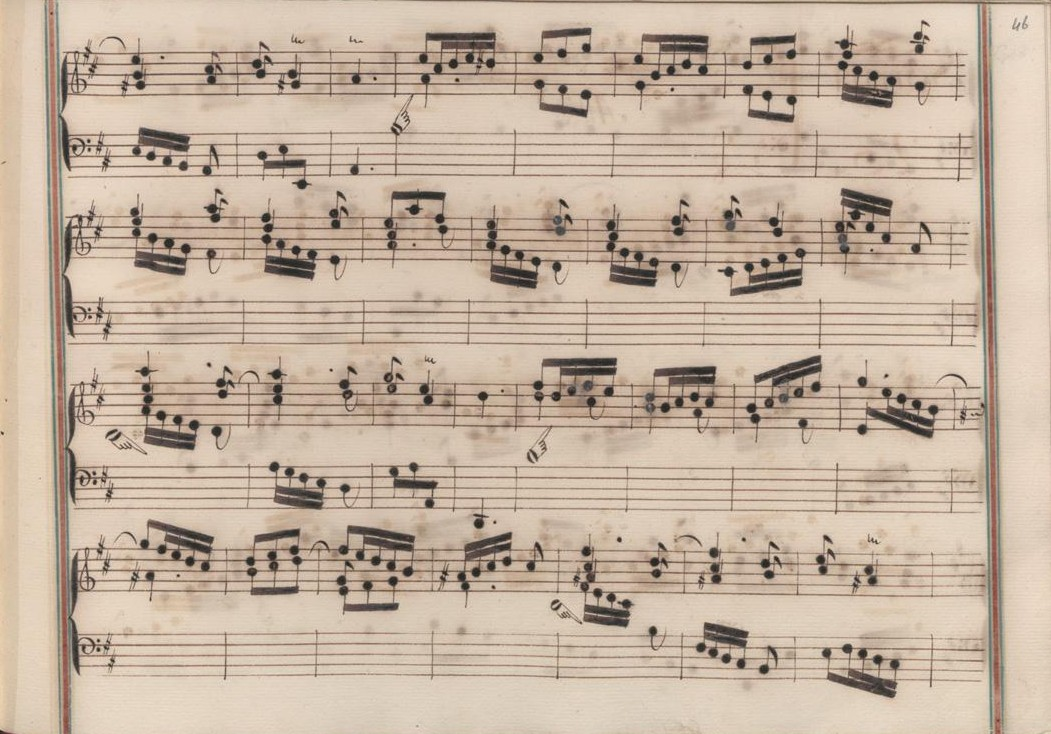
Venise V 23 (suite).
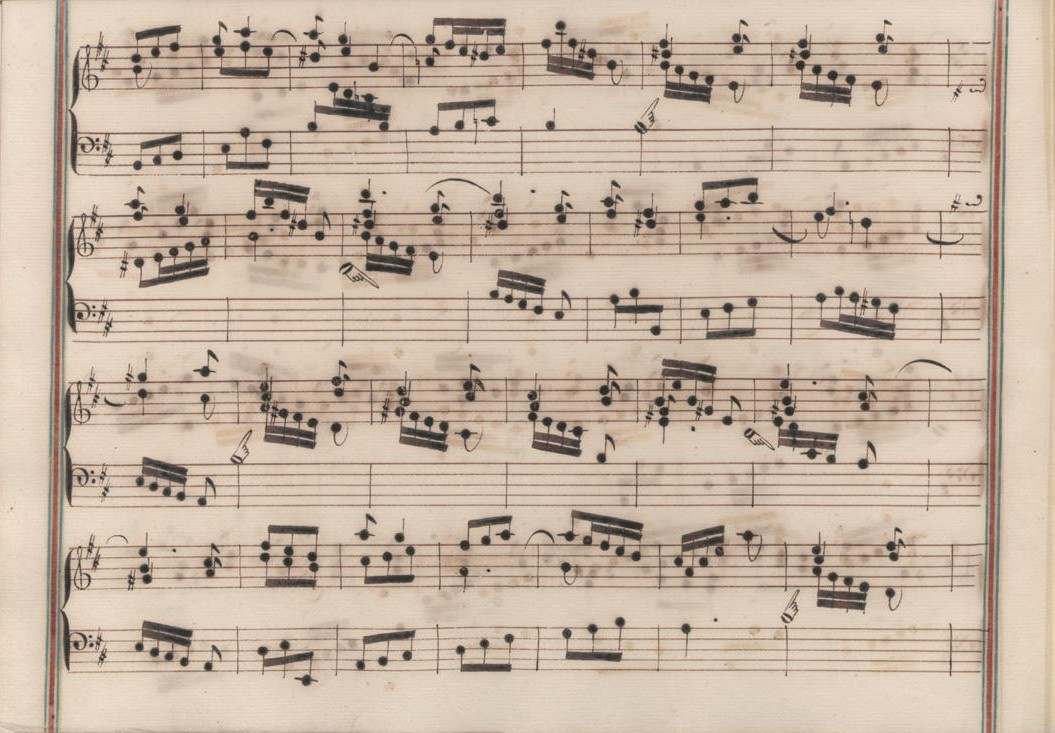
Venise V 23 (suite).
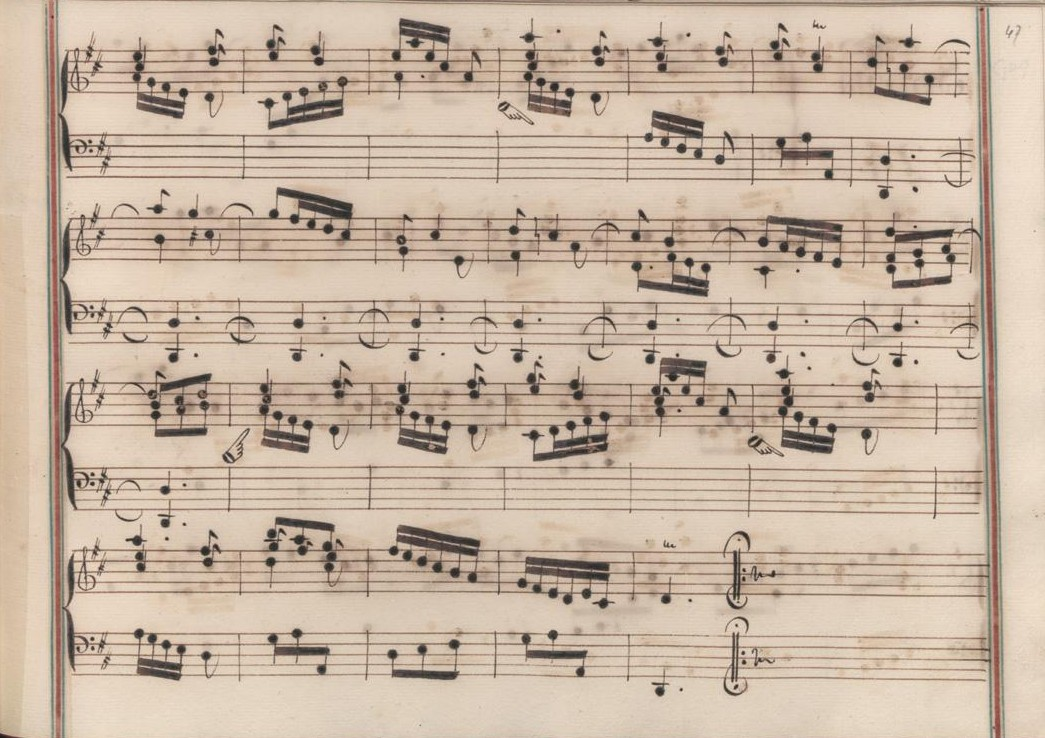
Venise V 23 (fin).

## Interprètes

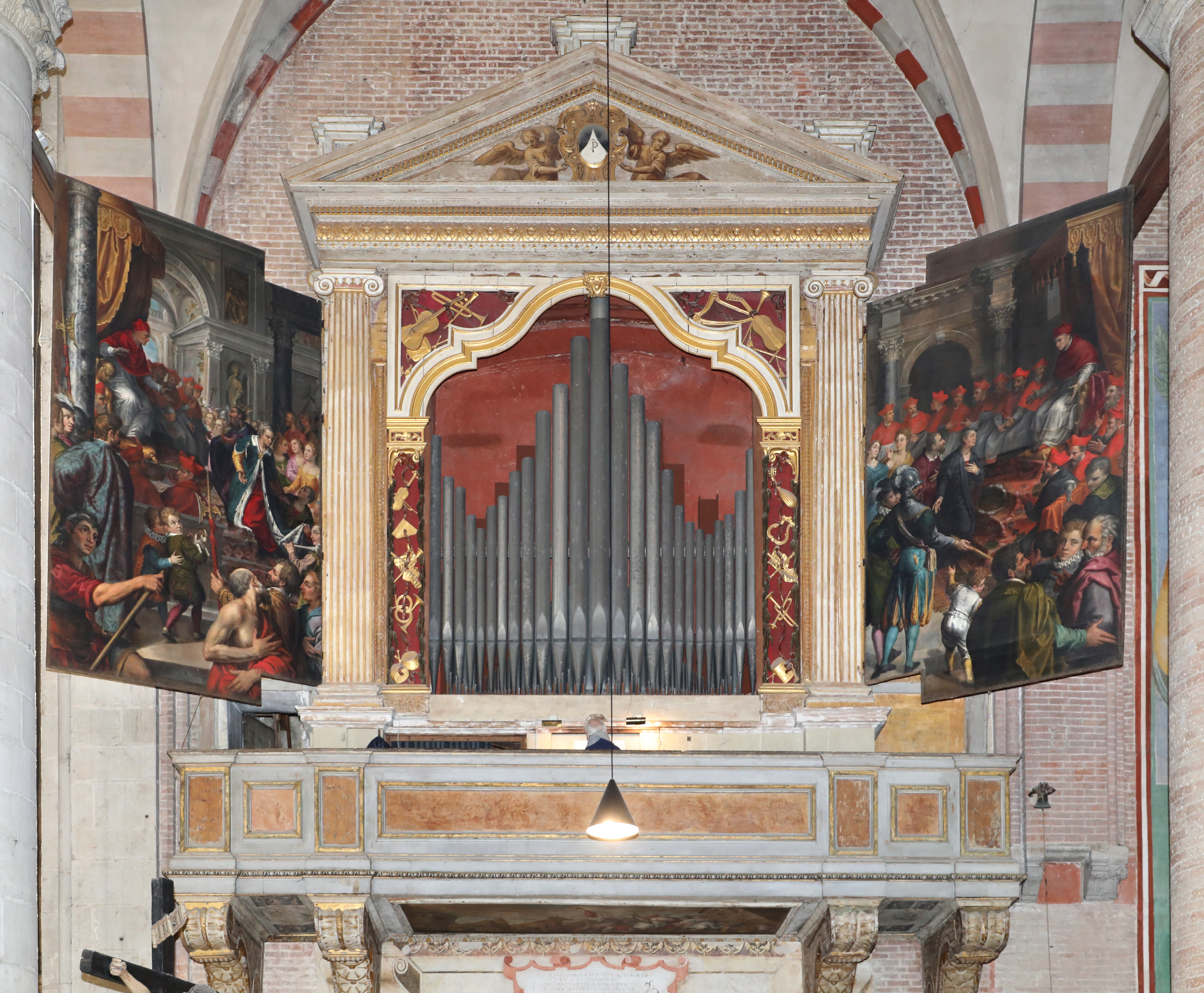
orgue de l'église San Nicolò de Trévise, touché par Andrea Marcon.

La sonate K. 288 est défendue au piano notamment par Carlo Grante (2012, Music & Arts, vol. 3) ; au clavecin par Sergio Vartolo (Stradivarius) et Pieter-Jan Belder (Brilliant Classics). À l'orgue on retrouve Stefano Innocenti (1979, Erato), Scott Ross (1985, Erato), Francis Grier (1986, Hyperion), Andrea Marcon, orgue Gaetano Callido 1778/1779 de l'église San Nicolò de Trévise (1996, Divox), Sergio Vartolo, orgue de l'église Santa Maria de Vérone (1998, Stradivarius, vol. 3), Richard Lester (2002, Nimbus, vol. 2), Vincent Boucher (Atma) et Nicola Reniero (2016, Brilliant Classics). Mie Miki l'interprète à l'accordéon (1997, Challenge Classics Brilliant Classics).

## Sources
: document utilisé comme source pour la rédaction de cet article.
- Ralph Kirkpatrick (trad. de l'anglais par Dennis Collins), Domenico Scarlatti, Paris, Lattès, coll. « Musique et Musiciens », 1982 (1re éd. 1953 (en)), 493 p. (ISBN 978-2-7096-0118-4, OCLC 954954205, BNF 34689181).
- Alain de Chambure, « Domenico Scarlatti : Intégrale des sonates — Scott Ross », Erato (2564-62092-2), 1985 (OCLC 891183737) .
- (en) Jacqueline Esther Ogeil (thèse de doctorat), Domenico Scarlatti : a contribution to our understanding of his sonatas through performance and research, University de Newcastle, 2006, 169 p. (lire en ligne), p. 102.
- (en) Carlo Grante, « Domenico Scarlatti, intégrale des sonates pour clavier (vol. 3) », Music & Arts (CD-1292), 2013 (OCLC 907929504) .